# Сырница
Сырница (болг. Сърница) — город в Болгарии. Находится в Пазарджикской области, в историко-географическом регионе Чеч, административный центр общины Сырница. Население составляет 3518 человек (2022).

Сырница расположена в Западных Родопах у Доспатского водохранилища построенного в 1961—1968 гг., неподалёку от впадения в него реки Доспат, на высоте 1250 м над уровнем моря, в 20 км от города Доспат и 48 км от Велинграда. Место на котором основана Сырница называлась Шабанлии (от чабана по имени Шабан), а населённый пункт Сырница был образован в 1947 году, и назван Сырницей от болг. Сърни, что означает по-русски косули, а косули всегда в множестве паслись неподалёку, а населённый пункт Шабанлии был основан гораздо раньше — около 1860 года.

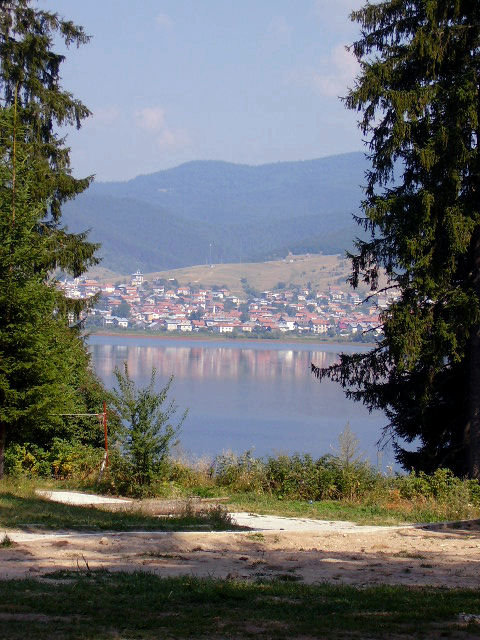

В 1975 году сёла и деревни: Сырница (Шабанлии), Крушата, Петелци, Бырдуче и Орлино объединили в один населённый пункт — село Сырница, которое с 1979 до 1987 года с сёлами Медени-Поляни и Побит-Камык образовывало самостоятельную Сырницкую общину, которая указом № 3005 от 6 октября 1987 года была упразднена, а населённые пункты вошли в состав Велинрадской общины. 13 сентября 2003 года решением № 617 Сырница — получила статус города. Население города в своей значительной части — помаки, а верующие — мусульмане. Указом Президента Республики Болгария от 01.01.2015 г. была вновь образована община Сырница с административным центром в городе Сырница, включающая в себя также и сёла Медени-Поляни и Побит-Камык.
В городе есть три мечети, средняя школа имени святых Кирила и Мефодия.

## Климат
Климат в Сырнице, как и в Доспатской котловине — подчёркнуто горный. Средняя температура составляет около 7…10 °C. Зима сравнительно продолжительная, устойчивы температура ниже 0 °C. Самые холодные месяцы январь и февраль, со среднемесячной температурой от −2 до −4 °C, а самыми тёплыми являются июль и август, соответственно со средней температурой 15,5 °C и 18,8 °C. Абсолютный максимум температур 29,6 °C и абсолютный минимум −22 °C. Циркуляция воздуха обеспечивает хорошую вентиляцию всей местности близ Сырницы: преобладают северо-и юго-восточные ветры, а средняя скорость ветра составляет 0,8 м/c. Среднегодовое число безоблачных дней — 168. Дожди идут в основном весной и зимой, в конце лета и начало осени иногда сравнительно засушливо. В изобилии — снег. Осень тёплая и оставляет относительно приятные впечатления, весна влажная, но наступает с некоторой задержкой. Эти климатические особенности обусловлены высокогорным положением города, но и зависят также и от циркуляции воздуха в условиях средиземноморского климата. Значительная часть заражающихся воздушных течений проникает сюда по долине реки Места и хотя они относительно низки в сравнению теми, что в горах к югу от Доспатской котловины. Осадки характерны для средиземноморского климата (с некоторыми особенностями), самые обильные осенью, минимальны — в августе и сентябре.